# Tartessus swezeyi
Tartessus swezeyi är en insektsart som beskrevs av Metcalf 1946. Tartessus swezeyi ingår i släktet Tartessus och familjen dvärgstritar. Inga underarter finns listade i Catalogue of Life.